# Rožnov pod Radhoštěm
Rožnov pod Radhoštěm (in tedesco Rosenau unter dem Radhoscht) è una città della Repubblica Ceca facente parte del distretto di Vsetín, nella regione di Zlín.